# Mampato
Mampato es una historieta chilena perteneciente a los géneros de aventuras y ciencia ficción, creada por el arquitecto y dibujante Eduardo Armstrong y el ilustrador Oskar, y desarrollada principalmente por Themo Lobos, publicadas originalmente en la revista homónima. 
Mampato relata las aventuras de Mampato, un niño que, tras salvar a un alienígena que cayó en la tierra y posteriormente ayudarlo a salvar a su planeta natal, obtiene un cinturón espacio-temporal que le permite viajar por el tiempo y el espacio. Haciendo uso de este poder, Mampato viaja por diversas épocas de la Tierra. A medida que la historia avanza, Mampato se hace amigo de Ogú, un hombre de la prehistoria, y de Rena, una mutante del siglo 40 con poderes telepáticos, quienes posteriormente hacen constantes apariciones en otros números.

## Historia
En 1968 Eduardo Armstrong estaba preparando la salida de la revista Mampato y necesitaba una persona que dibujara la historieta que le daba nombre a la revista. El elegido fue Themo Lobos, pero no pudo aceptar el encargo porque tenía otros compromisos. Óscar Vega empezó a dibujar el primer episodio, el que debió abandonar después de los primeros dos capítulos (8 páginas). Themo Lobos tomó a su cargo tanto los dibujos como el guion. No obstante, Óscar Vega siguió dibujando en la revista al personaje, con gran calidad, pero en forma esporádica (ej: "Mampato en el planeta maligno"), aunque ya con los caracteres estilísticos definitivos que le dio Themo.
El particular estilo de dibujo de Themo Lobos, sumado a su fértil imaginación, y a la extraordinaria documentación de cada episodio, han convertido a Mampato en uno de los mayores exponentes de la historieta chilena. Primeramente apareció como personaje central en la revista del mismo nombre, publicada desde 1968 hasta 1978, y después aparecería esporádicamente en formato de libro. En la década de 1990 se reeditaron las aventuras de este y otros personajes de Themo Lobos, en la revista Cucalón, para posteriormente reeditar los libros, disponibles hasta el día de hoy.

## Argumento
Mampato es un niño que se ve envuelto por casualidad en una aventura en un mundo alienígena junto al simpático extraterrestre, el xaguso Xse. Luego de salir airoso de ésta, recibe como premio el fabuloso «cinto espacio-temporal», un cinturón que le permitirá ir a diferentes épocas a través del viaje en el tiempo, y con el cual se lanza a las más diversas aventuras a lo largo de su historieta. 
En el segundo episodio, en la prehistoria, conoce al cavernícola Ogú; con quien traba una intensa amistad, y forma una dupla inseparable. Rena, la amiga del futuro del siglo XL, cierra el círculo de amistades íntimas de Mampato.
Después de conocer a Ogú, Mampato retorna a ayudar a Xse a evitar que los verdines, encabezados por el siniestro Mong, conquisten el planeta Ter, historia que dibuja Themo Lobos. La siguiente aventura en dos partes lleva a Mampato a la época del rey Arturo, incorporando como compañero por primera vez a Ogú. Luego de ser ordenados caballeros por el monarca deben combatir a la pérfida Morgana, quien lanza un hechizo sobre Ogú que pone en peligro la vida de Mampato.
El viaje siguiente nuevamente lo emprende en solitario, esta vez al siglo XL donde conoce a Rena.
Posteriormente se inicia una sucesión de viajes junto a Ogú, todos dibujados por Themo Lobos:
- El primero es a la Persia de Harún al-Rashid, donde conoce a Bromisnar, sobrino del califa de Bagdad. La historia tiene una segunda parte en la que enfrenta a los Cuarenta Ladrones y al malvado visir.
- La siguiente aventura lleva a Mampato y Ogú a Isla de Pascua (la única historia llevada al cine hasta el momento). donde conoce a Marama.
- Un nuevo salto en el tiempo lleva a los dos héroes al África del siglo XIX. Nuevamente en dos partes, la primera muestra las aventuras junto al explorador Ojo Mágico y la segunda aborda la lucha contra el tiempo para rescatar a Wamba, el hijo del jefe de la tribu de los matabekes.
- El viaje siguiente, Mampato: La reconquista, conduce a Mampato y Ogú al Chile de la Reconquista. En la primera parte conocen a Manuel Rodríguez y se enfrentan con el capitán Vicente San Bruno, el odiado jefe de los Talaveras. La segunda parte de la aventura lleva a Mampato y Ogú a enrolarse en el Ejército Libertador y participar en el Cruce de los Andes y en la batalla de Chacabuco.
- La última historia junto a Ogú de este primer ciclo lleva a Mampato de nuevo a la prehistoria para ayudar al cavernícola a rescatar a su hijo Agú en poder de los munga munga.
- La siguiente aventura de Mampato lo lleva a la Atlántida y los días previos a su destrucción. La dibuja Óscar Vega.
- El viaje posterior, nuevamente dibujado por Themo, reúne a Mampato y Ogú y suma a Rena, a cuyo tiempo viajan para ayudar a los mutantes a combatir la tiranía de Ferjus, un mutante con poderes telepáticos, el cual dirige a un pueblo que vive en un árbol gigante y cuyas pretensiones es expandir su dominio en dirección a Chile, donde tienen su civilización el pueblo de los telépatas en que vive Rena. Esta aventura, junto con la de la "Reconquista" , es una de las historias más extensa, comprometida y dramática de todas.
- Tal vez la historia más documentada —una verdadera novela gráfica— es "Mampato y los balleneros", donde el personaje y Ogú se trasladan al puerto de Nantucket del año 1850, y se embarcan junto al hermano del capitán Ajab, en el Sea Gull, en su búsqueda. En esta aventura hacen un trío con Tato, un típico roto chileno oriundo de Valparaíso, pícaro y valiente, con el cual navegan los océanos del mundo en busca de las preciadas ballenas. La historia termina con un dramático encuentro con Moby Dick, que aún arrastra el cuerpo del capitán Ajab sobre su lomo.
- La más humorística aventura de Mampato es "Mampato y el piloto loco", que se desarrolla a fines de la Primera Guerra Mundial y que es una sucesión continua de situaciones jocosas protoganizadas por un aviador chalado y que termina en una explosión de cómica hilaridad (el "duelo" aéreo final de dos "ases" chiflados).
- También una dramática historia sucede cuando Ogu y Mampato viajan a Escandinavia en la época vikinga, donde se encuentran con Erik el Rojo, famoso personaje vikingo que conquistó Islandia, y luego viajan por el Ártico junto con su hijo Leif Ericsson.

## Personajes
Personajes por orden de aparición. En negrita se muestra el nombre de los personajes principales, y en cursiva el de los secundarios.
- Mampato

Héroe de la historieta, es un niño chileno típico, inquieto como cualquiera de su edad (alrededor de 10 a 13 años) pero dotado de amplios conocimientos históricos e inteligencia, de baja estatura, que sueña con viajar en el tiempo y en el espacio. Forma parte de una tradicional familia de clase media chilena y es un hijo ejemplar.
El nombre real de Mampato es Patricio, y su sobrenombre lo debe un juego de palabras entre "Pato" (diminutivo de Patricio), su pequeña estatura y al término chileno para referirse a los ponis: "Mampato".
- Rosita

Hermana de Mampato
- Los padres de Mampato

Su madre es dueña de casa. Su padre suele guiarlo en temas históricos, dando pie a Mampato a viajar por el tiempo.
- Tío Eusebio

Dueño de la chacra (huerta) donde Mampato pasa sus vacaciones. En un bosque cercano Mampato encontró a Xsé. Mampato ha comentado que su tío le enseñó Box y Judo para poder defenderse de los matones.
- Xsé

Xsé (nombre completo: Xseturlzzn) es un extraterrestre creación de Oskar y Armstrong, que al ser salvado por Mampato de las garras de un puma lo lleva a Xagus, su planeta de origen. Gracias a la ayuda de Mampato logra desenmascarar el complot del vil Mong para apoderarse de dicho planeta. En retribución a esta hazaña los xagusos (habitantes de Xagus) regalan a Mampato el cinto espacio-temporal de vil Mong.
Xsé es el primer compañero de aventuras de Mampato. El personaje está basado en el símil que aparece en la serie americana Los Picapiedra de Hanna Barbera, Gazoo.
- Mong

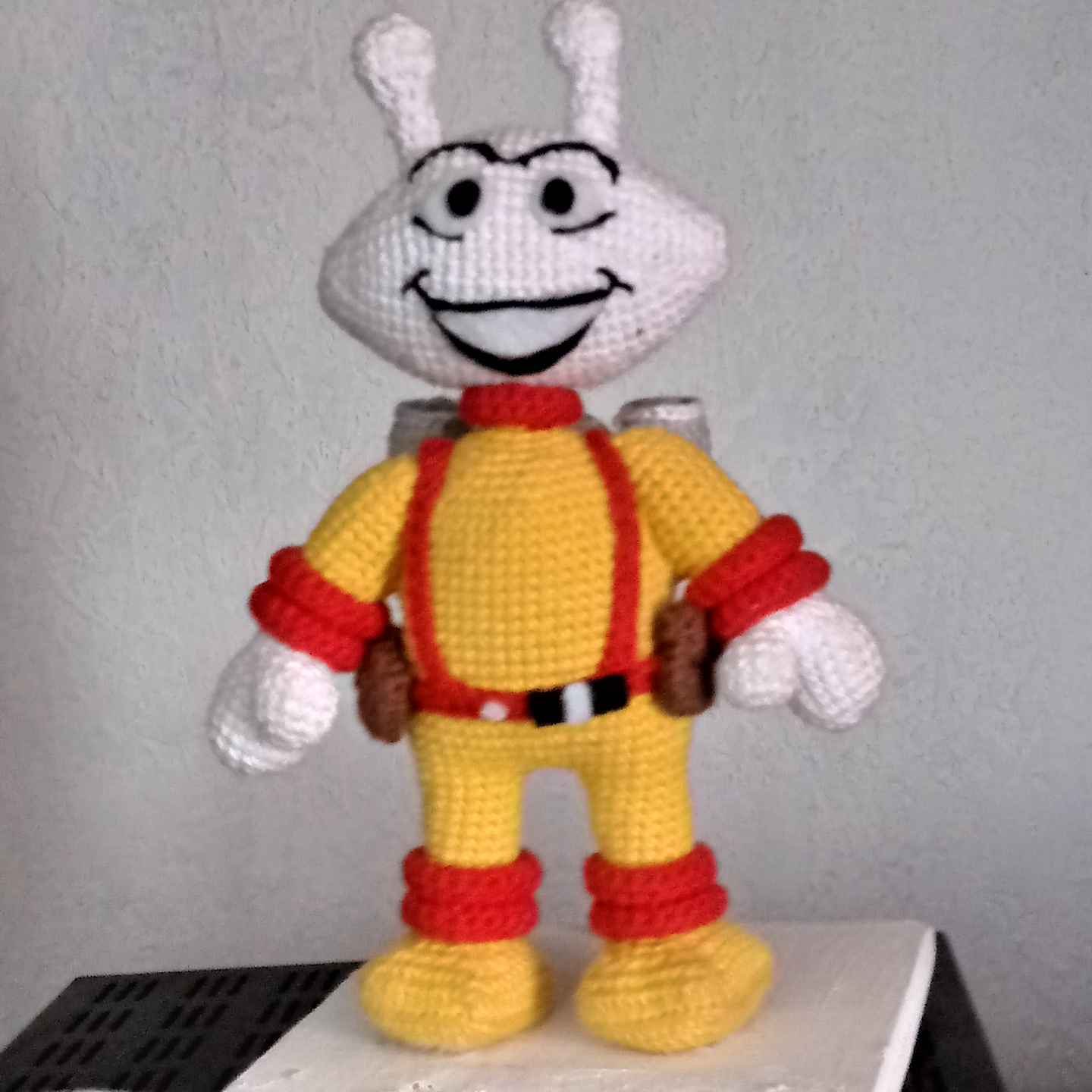
Xsé: el primer compañero de aventuras de Mampato (representación en lana)

Antagonista de Xsé con la habilidad de viajar en el tiempo, está basado en el villano Ming de las historietas de Flash Gordon. Como todos los miembros de su raza (Verdines) Mong tiene la piel verde y orejas puntudas además de ser naturalmente cruel y traicionero. Tras ser derrotado y abandonado en el pasado en castigo a sus (muchísimos) crímenes contra el universo, Mong es rescatado por sus compañeros y vuelve buscando venganza. 
- Ogú

Un alegre y amistoso cavernícola de cuerpo peludo, siempre listo para comer, acompañar a Mampato en una aventura por el tiempo o simplemente para pelearse contra alguien fuerte. Mampato lo conoció en uno de sus viajes al pasado y quedó sorprendido por la enorme inteligencia y adaptabilidad (para un cavernícola, claro) de Ogú. Rápidamente ambos se volvieron amigos inseparables y tras muchas aventuras y desventuras en busca del secreto del "Dios Rojo" (fuego) codiciado por la tribu GolaGola, Ogú aprendió a hacer fuego por su cuenta, ganándose con ello el derecho a ser elegido jefe de la tribu de los GolaGola. Está "casado" con tres mujeres que lo dominan a voluntad, especialmente la más bella de todas, llamada Tinalín. Con ella tiene dos hijos llamados Agú y Guiguá. No está basado en ningún personaje externo.
Su primera aparición fue en el segundo episodio (que posteriormente fue el libro Kilikilis y Golagolas). Ocupa un método muy primitivo de hablar, tiene mucha fuerza y siempre tiene apetito. La particular manera de hablar de Ogú se representa en forma escrita porque no respeta la ortografía del castellano. Además tiene un carácter muy tranquilo e inocente (se podría decir que hasta infantil), pero se vuelve una fiera terrible cuando alguno de sus amigos o seres queridos es atacado por alguien. Destaca la lealtad y abnegación que tiene con sus seres queridos. Estas características lo han llevado incluso a superar su característica fobia a ahogarse (aunque sea momentáneamente) cuando se requiere ayudar a sus amigos.
- Tinalín

Primera esposa (Más bien concubina) de Ogú. Es una mujer joven y bella de cabello rojo y cuerpo desprovisto de pelo, con una gran fuerza física y un carácter amistoso pero severo. Ogú solía cortejarla antes de ser elegido jefe de la tribu, con relativo éxito, cuando este fue elegido jefe, los miembros de la tribu le ofrecieron a Tinalín como esposa en tributo, y ambos rápidamente formaron una familia en la que Tinalín lleva los pantalones. Es muy buena madre y ha demostrado ser capaz de llevar a cabo las tareas habituales de Ogú cuando este se encuentra incapacitado.
- Kuka

Segunda esposa de Ogú. Es baja, regordeta, de cabello hirsuto y de aspecto poco atractivo, pero ama profundamente a Ogú desde antes que este fuera hecho jefe y es una maravillosa cocinera. No tiene hijos con este, ya que ese privilegio solo le corresponde a Tinalín por ser la primera esposa. Tampoco aparece mucho en los cómics.
- Agú

Hijo de Ogú y Tinalín, una de sus tres esposas. Es muy pequeño y casi no habla, excepto por las palabras "Páa", "Máa" y su característico "¡Ña!" que grita cuando no quiere hacer caso. Se diferencia de su padre por tener cabello rojo como su madre y tener el cuerpo totalmente desprovisto de pelo. Agú admira muchísimo a Ogú y siempre intenta imitar sus hazañas o acompañarlo en una aventura, generalmente arriesgando la vida en el proceso. 
- Guiguá

Segunda hija de Ogú y Tinalín, una de sus tres esposas. A diferencia de su hermano Agú, Guiguá tiene cabello negro hirsuto como el de su padre pero sin tener el cuerpo peludo como él. Siempre anda desnuda y vive peleándose a golpes y mordiscos con Agú, algo que sus padres consideran completamente normal. Pese a sus peleas se preocupa por su hermano, cosa que se suele ver las veces que este ha huido de casa. 
- Rena

Niña de 9 años que vive en el siglo XL, nacida en los alrededores de las ruinas de Nueva York, inspirada en el filme estadounidense de los años 70 Regreso al Siglo XXI. 
Es una hermosa niña albina telépata de la tribu de los mutantes “peliblancos”, que la intentan sacrificar cuando descubren que ella posee facultades paranormales, situación de la que es rescatada por Mampato en el Libro Rena en el Siglo XL. Este tiene varias aventuras con ella en el futuro, a las cuales también ha llevado a Ogú. Mampato está enamorado de ella, pero jamás se le ha declarado, al menos no "directamente".
Después de la primera aventura, donde se conoció con Mampato, Rena termina viviendo en la zona sur de Chile (Torres del Paine) con otros mutantes telépatas. Al final de la segunda aventura con Mampato (El árbol gigante y La rebelión de los mutantes), se confirma un mutuo afecto cuando ella le afirma que se casaría con él cuando ambos crezcan.
- Bromisnar

Bromista acompañante de Mampato en las aventuras en Bagdad, sobrino del califa Harún-Al Raschid, de edad similar a la de Mampato. Se le encuentra en los libros Bromisnar de Bagdad y en ¡Sésamo, abre!. Posee un turbante mágico que le otorga el poder de realizar cualquier deseo. Con él se dedica a hacer bromas muy pesadas. El turbante lo recibió del mago persa Baldur, con la condición de que jamás desobedezca a su tío el califa.
Una de las bromas de este niño casi le cuesta la cabeza a Mampato y a Ogú, razón por la que fue desterrado de Bagdad. En el destierro se convierte en el compañero de aventuras de estos dos personajes y rápidamente comienza a madurar.
- Smith y Wesson

Villanos de la aventura africana de Mampato, dedicados a la caza furtiva de elefantes para la obtención de marfil. Ambos están obsesionados en descubrir el legendario cementerio de elefantes.
- Smith

Smith, el flaco, es un personaje ambicioso y maquiavélico, capaz de urdir numerosas tretas para deshacerse de sus enemigos y poder continuar con su nefasto negocio.
- Wesson

Wesson, el gordo, es el cobarde secuaz de Smith, a quien obedece ciegamente.
- Marama

Amiga pascuense de Mampato. Aparece en el séptimo libro de la historieta Mampato: Mata-ki-te-rangui, y en la película Ogú y Mampato en Rapa Nui.
- Wamba

Amigo africano de Mampato. Es un niño de unos seis años que vive en el Congo durante el siglo XIX. Es hijo de Malele, rey de la tribu de los matabekes. Fue secuestrado por Smith y Wesson para que los guiara al cementerio de los elefantes. El ingenio de este niño fue un verdadero estorbo para las maquinaciones de ambos villanos.
- Tato

Amigo chileno de Mampato y Ogú, un roto porteño del siglo XIX, cazador de ballenas. Lo conocieron cuando ambos buscaban embarcarse en un buque ballenero en el puerto de Nantucket. Muy leal con sus amigos, es valiente y pendenciero como Ogú.
- Kolofón

Creación de Oskar Vega. Es un hombrecito solitario que vive desde hace siglos en los recovecos de la cuarta dimensión: el tiempo, por los que transita Mampato. En uno de sus tantos viajes("La civilización enigmática") es interceptado por Kolofón. El extraño personaje suplica a Mampato que sea su amigo ya que se encuentra muy solo. Juntos, desarrollan una serie de aventuras argumentadas por Oscar Vega: "Mampato y los piratas(Oskar)", "Mampato y los neutrinos", y "Mampato contra los verdines" (tal vez la aventura menos conocida de Mampato y cuyo final fue reelaborado oficialmente en 2018 por Félix Vega, hijo de Oscar) en que ambos personajes visitan Xagus y Kolofón conoce a Xsé.

## Cronología
- 30 de octubre de 1968: Aparece el número 1 de la revista Mampato, con el primer episodio de la historieta. Inicialmente el dibujante era Óscar Vega.
- 11 de diciembre de 1968. Themo Lobos comienza a dibujar la historieta a partir del número 4.
- 2 de abril de 1969: Comienza el episodio 2 de la historieta. Mampato viaja a 60.000.000 atrás en el pasado, cuando en la tierra había dinosaurios. Allí se encuentra con Ogú. Posteriormente, en la revista Cucalón, la cifra es enmendada y el primer viaje de Mampato solo se remonta a un millón de años en el pasado, a un distante valle perdido de dinosaurios rodeado de fauna pleistocénica típica del Cuaternario de Ogú.

## Publicaciones
Las historietas de Mampato se dividían en varias entregas sucesivas, usualmente 11 números, saliendo de a 4 páginas por número. El orden original de publicación es el siguiente 
| #  | Título                         | Guion             | Dibujo      | Números de revista Mampato | Notas |
| -- | ------------------------------ | ----------------- | ----------- | -------------------------- | --- |
| 1  | Mampato en Roma                | Eduardo Armstrong | Oskar       | 1 -11                      | Eduardo Armstrong y Óscar Vega (Oskar) firman las primeras dos revistas.                                       |
| 1  | Mampato en Roma                | Themo Lobos       | Themo Lobos | 1 -11                      | Themo Lobos se hace cargo como autor completo a partir del número 3.                                           |
| 2  | Kilikilis y Golagolas          | Themo Lobos       | Themo Lobos | 12 -22                     | |
| 3  | Mampato en la escuela          | Themo Lobos       | Themo Lobos | 23                         | Aventura unitaria.                                                                                             |
| 4  | Los Verdines                   | Themo Lobos       | Themo Lobos | 24 -34                     | Número 27 edición primer aniversario, incluye historia especial "Ogú".                                         |
| 5  | La corte del Rey Arturo        | Themo Lobos       | Themo Lobos | 35 -45                     | |
| 6  | Morgana la Hechicera           | Themo Lobos       | Themo Lobos | 46 -56                     | Número 52 edición segundo aniversario.                                                                         |
| 7  | Rena y el Siglo XL             | Themo Lobos       | Themo Lobos | 57 -68                     | Revista semanal desde el número 64                                                                             |
| 8  | Bromisnar de Bagdad            | Themo Lobos       | Themo Lobos | 69 -80                     | |
| 9  | ¡Sésamo, abre!                 | Themo Lobos       | Themo Lobos | 81 -92                     | |
| 10 | Mata-ki-te-rangui              | Themo Lobos       | Themo Lobos | 93 -104                    | Número 93 edición tercer aniversario.                                                                          |
| 11 | En el Congo                    | Themo Lobos       | Themo Lobos | 105 -116                   | |
| 12 | El Cementerio de los Elefantes | Themo Lobos       | Themo Lobos | 117 -128                   | |
| 13 | La Reconquista                 | Themo Lobos       | Themo Lobos | 129 -140                   | |
| 14 | El paso de los Andes           | Themo Lobos       | Themo Lobos | 141 -152                   | Número 145 edición cuarto aniversario.                                                                         |
| 15 | El Palito Mágiko               | Themo Lobos       | Themo Lobos | 153 -164                   | |
| 16 | La Atlántida                   | Oskar             | Oskar       | 165 -171                   | Oskar regresa, respetando el nuevo diseño de personajes de Themo Lobos.                                        |
| 17 | El árbol gigante               | Themo Lobos       | Themo Lobos | 172 -183                   | |
| 18 | La rebelión de los mutantes    | Themo Lobos       | Themo Lobos | 176 -196                   | Número 196 edición quinto aniversario.                                                                         |
| 19 | El Planeta Maligno             | Oskar             | Oskar       | 197 -205                   | |
| 20 | El Lejano Oeste                | Eduardo Ojeda     | Oskar       | 206 -228                   | Primeros dos números.                                                                                          |
| 20 | El Lejano Oeste                | Themo Lobos       | Themo Lobos | 206 -228                   | Desde el tercer número.                                                                                        |
| 21 | Mampato y Ogú con los Vikingos | Themo Lobos       | Themo Lobos | 229 -240                   | |
| 22 | En el fondo del mar            | Oskar             | Oskar       | 241 -249                   | |
| 23 | Dos ases del aire              | Themo Lobos       | Themo Lobos | 250-257                    | |
| 24 | Los balleneros                 | Themo Lobos       | Themo Lobos | 267 -278                   | |
| 25 | La Civilización Enigmática     | Oskar             | Oskar       | 279 -291                   | |
| 26 | Los Balleneros Parte 2         | Themo Lobos       | Themo Lobos | 292 -303                   | |
| 27 | Mampato contra los Verdines    | Oskar             | Oskar       | 304 -309                   | |
| 28 | El Mundo Submarino             | Themo Lobos       | Themo Lobos | 310 -321                   | |
| 29 | Mampato y los Piratas          | Oskar             | Oskar       | 322 -331                   | |
| 30 | En la Antigua Grecia           | Themo Lobos       | Themo Lobos | 332 -345                   | |
| 31 | El Túnel del Tiempo            | Oskar             | Oskar       | 346 -348                   | |
| 32 | La Amenaza Cibernética         | Themo Lobos       | Themo Lobos | 349 -353                   | |
| 33 | En el Olimpo                   | Themo Lobos       | Themo Lobos | 354 -365                   | |
| 34 | La Invasión Subterránea        | Themo Lobos       | Themo Lobos | 366 -377                   | |
| 35 | Los Mosqueteros                | Themo Lobos       | Themo Lobos | 378 -399                   | |
| 36 | El Huevo                       | Themo Lobos       | Themo Lobos | 400 -418                   | La revista termina con el número 418. Historia inconclusa en la revista Mampato, continuada en la revista Ogú. |

### Reediciones
Las reediciones posteriores de fines de la década de 1990 recopilan las aventuras de Mampato en libros especiales.
- Libro 1: Kilikilis y Golagolas
- Libro 2: Rena en el Siglo XL
- Libro 3: La Corte del Rey Arturo
- Libro 4: Morgana la hechicera
- Libro 5: Bromisnar de Bagdad
- Libro 6: ¡Sésamo, abre!
- Libro 7: Mata-ki-te-rangui
- Libro 8: El árbol gigante
- Libro 9: La rebelión de los mutantes
- Libro 10: ¡Vienen los Vikingos!
- Libro 11: El mundo submarino
- Libro 12: La Reconquista
- Libro 13: El cruce de los Andes
- Libro 14: ¡Los Suterones!
- Libro 15: El Palito Májiko
- Libro 16: Dos ases del aire
- Libro 17: La amenaza cibernética, y otras historias
- Libro 18: En el Congo
- Libro 19: El Marfil de los Matabekes
- Libro 20: ¡Arde Troya!
- Libro 21: Los Mosqueteros
- Libro 22: ¿En el Olimpo?
- Libro 23: En el Far-West
- Libro 24: La Fiebre del Oro
- Libro 25: Piratas a Babor
- Libro 26: El Tesoro de Flint
- Libro 27: ¡Allá Sopla!
- Libro 28: ¿Dónde está Ogú?
- Libro 29: El Huevo
- Libro 30: Fitus Sapiens
- Libro 31: Ogu Y Mampato En La Ciudad Azteca
- Libro 32: Ogú y Mampato en el Tíbet

En noviembre de 2018 fueron editados, bajo la dirección de Félix Vega y Diego González, a través de la Editorial Planeta Chilena S.A, las aventuras de Mampato dibujadas por Oscar Vega. Bajo la forma de dos libros de tapa dura, llamados "Los increíbles viajes de Mampato" y "Los viajes en el tiempo de Mampato", fueron recopiladas todas las historias dibujadas del personaje por Oscar para la revista homónima. Desde su publicación original nunca habían sido reimpresas hasta la fecha; esta nueva edición marca un hito significativo en lo que a ediciones se refiere, pues rescata este importante legado del dibujante original.

## Adaptaciones
En 2002, se estrenó la película Ogú y Mampato en Rapa Nui, basada en la aventura Mata-ki-te-rangui.
En 2018, se estrenó la serie Las aventuras de Ogú, Mampato y Rena.

### Otras obras
A partir de 2008 Mampato y los personajes a él asociados han sido objeto de activa edición de parte de algunos fanes, como Magoto y otros, los cuales han creado sus propias historias, las cuales continúan las aventuras del personaje, o bien reeditan otras ya publicadas; estas historias son publicadas en blogs especializados en los cómic, tal como el blog llamado "Yo soy de la generación Mampato". Entre estas obras, de mayor o menor calidad, de mayor o menor extensión, destaca sin duda la aventura llamada "Mampato en Agharta" de MaGoTo, la cual fue entregada en un lapso de varios años por la vía digital. De esta manera, hay una serie completa de obras no publicadas en papel y que mantienen la esencia del Mampato original:
1 Mampato en Agharta (96 páginas) por MaGoTo, una aventura que da cierre a las aventuras y explica el origen del Cinto espacio Temporal y el cómo este cinto cayó en manos de Mong conectando así con el primer episodio de Mampato (Mampato en Roma), además se explica el Origen de la telepatía de Rena.
2 Crónica de Mampato (44 páginas) por MaGoTo, una aventura donde Mampato sufre del robo de su Cinto debutando todo el mundo de personajes Creados por Themo; NickObre, Alaraco, Ferrilo, Profesor Plunke, Ñeclito, Máximo Chambonez, Agú, Cucalón... etc.
3 Mampato en el Tíbet (106 páginas) por MaGoTo, es una reedición de las 16 páginas del Thermo que nos dejó una aventura sin terminar,m donde se rescata la importancia de los Sherpas en la conquista de las montañas, lleno de aventuras y paisajes del Tíbet, con una marcada alta calidad en el arte y la histora misma.
4 Las Pesadillas de Mampato (24 páginas) por Epilachu, una aventura épica de la mente de su autor
5 Mampato y Los Pitufos (44 páginas) por MaGoTo, entretenida historia tipo Collage donde con guion de MaGoTo se fusionan el arte de Themo y Peyo donde se explica como funciona el cinto espacio temporal.
6 Mampato Cero (48 páginas) por MaGoTo, esta es la primera aventura de Mampato donde sus primeras páginas son rehechas con más aventura y dinamismo dejando más claro el como llega Xse a la tierra y el porque Mong adquiere tanto odio por Mampato y el porqué Los Sagusos eran esclavos de los verdines.
7 Mampato y la Cruel Venganza del Maligno Mong (44 páginas), la aventura de Mampato contra los verdines de Oscar Vega, cuyo final quedó inconcluso, fue reorganizado por MaGoTo creando una historia completa con un final acorde a la calidad del arte esperado, utilizando la misma técnica para Mampato y los Pitufos.
MaGoTo, rehízo muchas páginas pérdidas y la portada de "Mampato y los Piratas" y de "Mampato y el Huevo" en apoyo al Themo, gracias MaGoTo!!!!